# أولاد ايعيش
أولاد ايعيش هي قرية مغربية شمال المملكة. تنتمي أولاد ايعيش لإقليم بني ملال الساحلي. يضم مركز هذه القرية 7.692 نسمة، وإجمالي الجماعة يضم 27.773 نسمة (إحصاء 2004).